# Xã Quincy, Quận Greenwood, Kansas
Xã Quincy (tiếng Anh: Quincy Township) là một xã thuộc quận Greenwood, tiểu bang Kansas, Hoa Kỳ. Năm 2010, dân số của xã này là 145 người.